# Aeroport del Comtat de Rowan
L'Aeroport del Comtat de Rowan (codi IATA: SRW, codi OACI: KRUQ, FAA LID: 
RUQ) és un aeroport públic situat cinc quilòmetres al sud-oest del Central business district (CBD) de Salisbury, una ciutat del Comtat de Rowan, Carolina del Nord, Estats Units. Aquest aeroport d'aviació general cobreix 162 hectàrees i té una pista.
Encara que la majoria d'aeroports dels Estats Units utilitzen les mateixes tres lletres d'identificador d'ubicació pel FAA i per la IATA, l'aeroport del Comtat de Rowan té assignat l'identificador RUQ
per la FAA i SRW per la IATA. L'identificador de l'ICAO és KRUQ.